# Jardín Botánico de la Universidad del Egeo
El Jardín Botánico de la Universidad del Egeo, más formalmente llamado Jardín Botánico de la Universidad del Egeo y Herbario del Centro de Investigación y Aplicaciones (en turco : Ege Üniversitesi rektörlügü Botanik Bahçesi ve Herbaryum Arastirma ve Uygulama Merkezi Müdürlügü) es un jardín botánico en Esmirna, Turquía. Depende administrativamente de la Universidad del Egeo. Es miembro del BGCI, y presenta trabajos para la Agenda Internacional para la Conservación en los Jardines Botánicos, su código de reconocimiento internacional como institución botánica así como de su herbario es EGE.

## Localización
Ege Üniversitesi rektörlügü Botanik Bahçesi ve Herbaryum Arastirma ve Uygulama Merkezi Müdürlü, Fen Fakültesi, Bornova-Izmir
35100 Turquía.
- Latitud: 38.4662
- Longitud: 27.2196
- Promedio Anual de Lluvias: 640 mm
- Altitud: 10.00 m s. n. m.
- Área Total Bajo Cristal: 1300 metros

Se encuentra abierto al público en general.

## Historia
Tiene como fecha de su fundación el año 1964 

## Colecciones
Este jardín botánico alberga 3000 accesiones de plantas vivas tanto de plantas nativas como exóticas.
- El área sistemática, cubre la mayor parte del jardín con secciones de plantas monocotiledóneas y dicotiledóneas, ordenadas por familias.
- Arboreto con diferentes árboles y arbustos de la zona.
- Colección de plantas de interés económico, tanto en alimentación, industria y medicina, así como cultivares que se utilizan en jardinería
- Estanque y plantas acuáticas y de humedales
- Rocalla, con colección de plantas de las montañas mediterráneas, bulbos, árboles y arbustos exhibidas entre grandes bloques de piedra
- Herbario con 35000 especímenes, principalmente de la Flora de Turquía.